# Condado de Peñaflorida
El condado de Peñaflorida es un título nobiliario español de carácter hereditario que fue concedido por el rey Felipe IV el 30 de marzo de 1630 en favor de Antonio Eguino y Zubiaurre, señor de Peñaflorida en Aragón. El despacho real fue extendido a su hermana Luisa María.

## Historia de los condes de Peñaflorida
- Antonio Eguino y Zubiaurre, I conde de Peñaflorida, hijo de Antonio de Eguino-Isasaga y de Catalina de Zubiaurre.[2]

Le sucedió su hermana.
- María Luisa Eguino y Zubiaurre,  II condesa de Peñaflorida (m. Madrid, 28 de mayo de 1648), casada en 1607 con Sebastián de Sasiola y Arancibia.[2][3]

Le sucedió su hijo:
- Sebastián de Sasiola y Eguino (m. 1644), III conde de Peñaflorida, casado en 1633 con Micaela Hurtado de Mendoza y Ruiz de Vergara, hija de Diego Hurtado de Mendoza y Guevara,  I conde de la Corzana.[2]

Le sucedió su hijo:
- Bernardino Isidro Antonio[4] Arancibia Sasiola y Eguino (m. Madrid, 1 de abril de 1667), IV conde de Peñaflorida.

1. Contrajo matrimonio por poderes en Madrid (San Martín) el 24 de abril de 1666[4] con Teresa de Ugarte e Ipeñarrieta (m. 1 de enero de 1664[cita requerida]), hija de Juan de Ugarte y de Antonia de Ipeñarrieta.[4] Al morir sin sucesión, le sucedió su pariente.[2]

- Martín de Munibe y Arancibia (baut. Marquina-Jeméin, 2 de diciembre de 1602-1683) V conde de Peñaflorida desde el 15 de enero de 1668 y caballero de la Orden de Santiago en 1634, hijo de Juan de Munibe y de Jordana de Arancibia y Eguino,[3] hermana del  II conde consorte de Peñaflorida. Contrajo matrimonio con Cecilia de Axpe, hija de Juan García de Axpe y de Úrsula de Zárate.[5] Fueron los padres de Lope Antonio y de Juan Francisco Munibe y Axpe (Marquina, 1625-Madrid, 1653) caballero de Orden de Calatrava y Diputado General de Guipúzcoa. Juan Francisco fue el primogénito y premurió a su padre. Contrajo matrimonio con Isabel Ugarte Zaldívar (1616-1682).[6]

Su hijo primogénito, Juan Francisco de Munibe y Axpe, caballero de la Orden de Calatrava, y casado con Isabel de Ugarte y Araiz, premurió a su padre. Aparece en algunas genealogías como el VI conde de Peñaflorida mientras que en otras figura como el VI conde su hijo segundogénito, Lope Antonio de Munibe y Axpe y en otras, el que figura como su sucesor en el condado fue su nieto.
- Francisco Antonio de Munibe y Ugarte, VI conde de Peñaflorida, hijo de Juan Francisco de Munibe y Axpe, caballero de la Orden de Calatrava, y de Isabel de Ugarte y Araiz, y nieto de Martín de Munibe y Arancibia, V conde de Peñaflorida.[8]  En 1688 se casó con Ana Luisa de Idiáquez y Eguía,[8] hija de Francisco de Idiáquez y de Luisa de Eguía, hermana del I duque de Granada de Ega.[9] Sus dos primeros hijos que le sucedieron en el título como VII y VIII condes de Peñaflorida fallecieron sin descendencia y fue el tercer hijo, Francisco de Munibe e Idiáquez que sucedió a sus hermanos como IX conde de Peñaflorida.[9]

Le sucedió su hijo.
- Manuel de Munibe e Idiáquez, VII conde de Peñaflorida que murió soltero y sin descendencia.[9][10]

Le sucedió su hermano
- Martín de Munibe e Idiáquez (Marquina, ¿?- 27 de abril de 1708), VIII conde de Peñaflorida,[11] sin descendencia.[12][9]

Le sucedió su hermano.
- Francisco Antonio de Munibe e Idiáquez (m. 1746), IX conde de Peñaflorida casado en 1709 con su prima, María Ignacia Idiáquez e Insausti.[11][9][13][14]

Le sucedió su hermano.
- Francisco Javier María de Munibe e Idiáquez (Azcoitia, 23 de octubre de 1729-Vergara, 13 de enero de 1785), X  conde de Peñaflorida.[15][11][13][16]  Se casó con María Josefa de Aréizaga  e Irusta, hija de José Gabriel de Aréizaga y del Corral, III barón de Aréizaga.[17] Fueron padres de varios hijos, entre ellos, Antonio María, que sucedió en el condado y Ramón María (24 de enero de 1751-Marquina 20 de junio de 1774), químico y metalúrgico.[15]

Le sucedió su hijo.
- Antonio María de Munibe Aréizaga, XI conde de Peñaflorida, casado en Mondragón en 1785 con Josefa Joaquina de Aranguren y Álava, hija de Santiago e Aranguren Aréizaga y de Margarita de Álava Sáez de Navarrete.[11][17]

Le sucedió su hijo.
- José María de Munibe y Aranguren (m. 22 de marzo de 1856), XII conde de Peñaflorida en 1838[3] y alcalde de Marquina (1816 y 1821),[17] falleció soltero sin descendencia.[3]

Le sucedió su hermano.
- Víctor Munibe y Aranguren (San Sebastián, 6 de marzo de 1798-Oñate, 18 de diciembre de 1874), XIII conde de Peñaflorida desde el 9 de noviembre de 1857, cartógrafo y matemático.[17] Fue alcalde de Marquina (1841, 1846, 1861 y 1864) igual que su hermano José María y su tío abuelo, Martín José de Munibe e Idiáquez. El 26 de noviembre de 1836 contrajo matrimonio con su sobrina Epifanía de Argaiz y Munibe (1812-1889), sin descendencia.

Con él se extinguió la rama de los Munibe en el condado de Peñaflorida que pasó a los Mendizábal, en concreto, a su sobrino nieto.
- Francisco Javier de Mendizábal y Argaiz (1841-1910),[16] XIV conde de Peñaflorida,[17] casado con María del Carmen Gortázar y Arriola, (m. San Sebastián, 9 de marzo de 1939)[18] hija de José Antonio de Gortázar y Munibe y de su esposa María del Rosario de Arriola y López de Sagredo.[11]

Le sucedió su hijo.
- Joaquín de Mendizábal y Gortázar (San Sebastián, 23 de junio de 1886-23 de diciembre de 1954), XV conde de Peñaflorida,[3] presidente de la editorial Aranzadi.[19]  Casado con Amalia Machimbarrena y Aguirrebengoa.[20]

Le sucedió su hermano el 30 de octubre de 1955.
- Javier de Mendizábal y Gortázar (2 de diciembre de 1970),[21] XVI conde de Peñaflorida,[22] y VII marqués de Fontellas.[23][24] Contrajo matrimonio con Sofía de Arana Churruca.[21]

En 1962 cedió el título a su hijo.
- Álvaro de Mendizábal y Arana (m. Madrid, 1 de marzo de 2018),[25] XVII conde de Peñaflorida.[26]  Se casó con Rosa María Carredano García.[21]

Le sucedió su hijo
- Álvaro de Mendizábal y Carredano, XVIII conde de Peñaflorida[27] y IX marqués de Fontellas,[23][28] casado con Patricia Gil de la Serna Illán.[25]